# Rhus barclayi
Rhus barclayi là một loài thực vật có hoa trong họ Đào lộn hột. Loài này được (Hemsl.) Standl. miêu tả khoa học đầu tiên năm 1919.